# 岸川均
岸川 均（きしかわ ひとし、1937年 - 2006年11月17日）は、日本のラジオ番組制作ディレクター。KBCメディア顧問。

## 来歴
西南学院大学卒業後、1962年九州朝日放送（KBC）入社。1969年から約10年間、アマチュア歌手が出演する深夜のラジオ番組『歌え若者』の制作を担当。チューリップ、海援隊、甲斐バンド、石橋凌、CHAGE and ASKA、長渕剛らを見出した。1998年に定年退職。退職時、それを惜しんだ山下達郎、浜田省吾、南こうせつ、さだまさし、イルカら18組のミュージシャンが福岡サンパレスで4日連続のライブを開いた。
大学時代にはグリークラブに所属し、サークル活動としてカルテットを組み、地元放送局に出演していた。
2006年11月17日、癌のため死去。

## 没後
岸川の音楽への情熱・想いを継ぐべく、石橋凌を発起人として追悼音楽イベント「風音（かざおと）」が2007年にスタートした。毎年（2016年時点で1度休止あり）、岸川の命日の11月17日前後に開催される、福岡出身のミュージシャン20人ほどが参加するイベントとなっている 。
岸川の没後10年に当たる2016年10月22日に岸川の足跡をたどる特別番組『歌え若者～ラジオから生まれた音楽たち～』（12時30分～14時）がKBCラジオにて放送された。番組には岸川と親交の深かった鮎川誠、石橋凌、上田雅利、甲斐よしひろ、財津和夫、さだまさし、陣内孝則、杉真理、武田鉄矢、根本要、浜田省吾、姫野達也、山下達郎などがインタビュー出演した。